# Luc Thommasi
Luc Thommasi, né le 27 février 1781 à Cortone et décédé à une date inconnue, est un homme politique français.

## Biographie
Il est maire de Cortone.